# Ruffiac (Lot-et-Garonne)
Ruffiac ist eine französische Gemeinde mit 180 Einwohnern (Stand 1. Januar 2022), die man Ruffiacais nennt, im Département Lot-et-Garonne in der Region Nouvelle-Aquitaine.

## Geografie
Ruffiac ist ein Dorf in der Guyenne.

## Geschichte
Von 1972 bis 2001 war Ruffiac mit der Nachbargemeinde Antagnac verbunden.

## Bevölkerungsentwicklung
| Jahr      | 1962 | 1968 | 1975 | 1982 | 1990 | 1999 | 2006 | 2011 | 2018 |
| Einwohner | 258  | 221  | 165  | 171  | 153  | 149  | 167  | 172  | 178  |

## Sehenswürdigkeiten
- Kirche Saint-Pierre-ès-Liens, 13. Jahrhundert
- Kirche Bachac
- Schloss Bachac
- Kriegerdenkmal

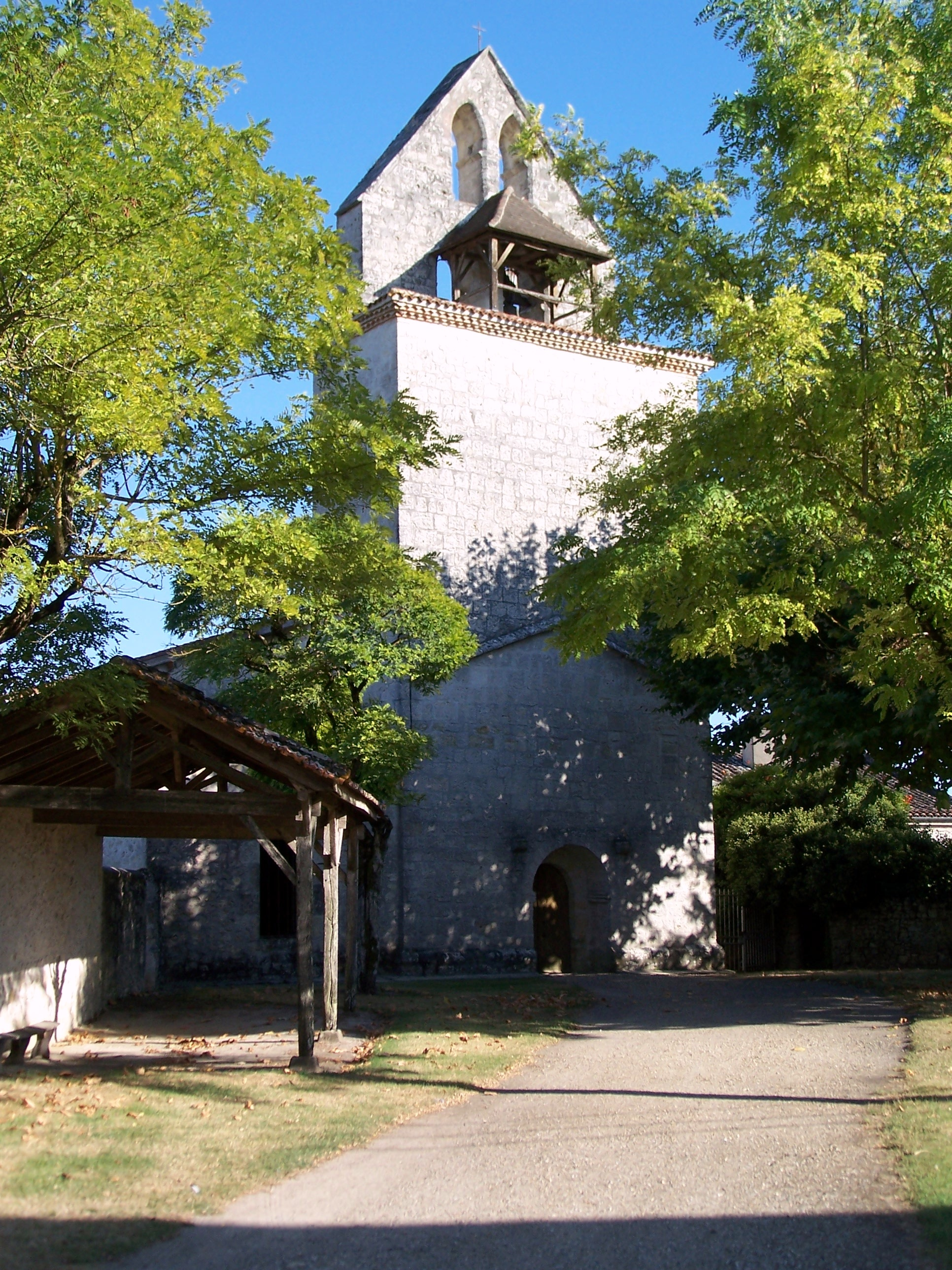
Kirche Saint-Pierre-ès-Liens
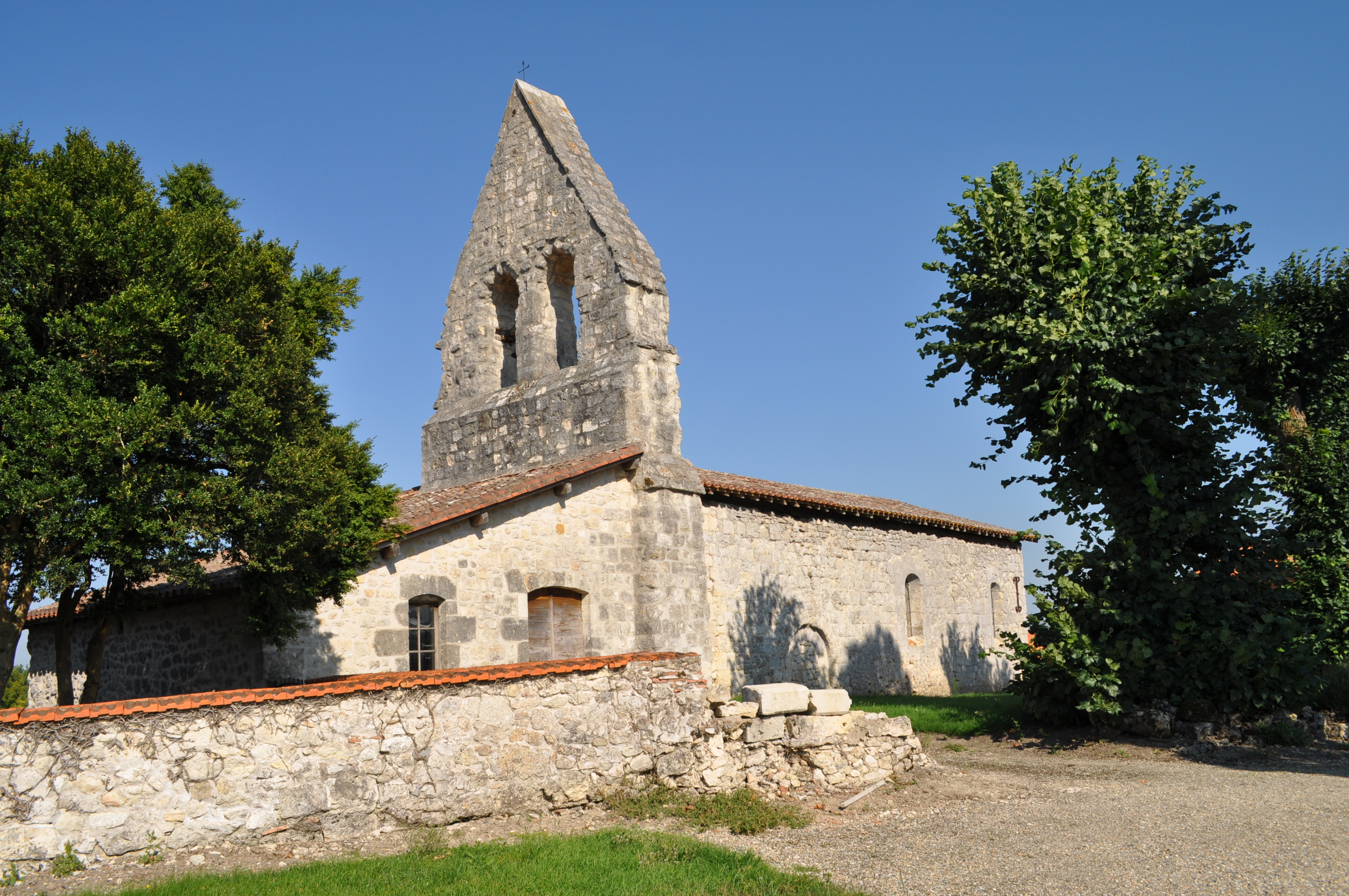
Kirche Bachac
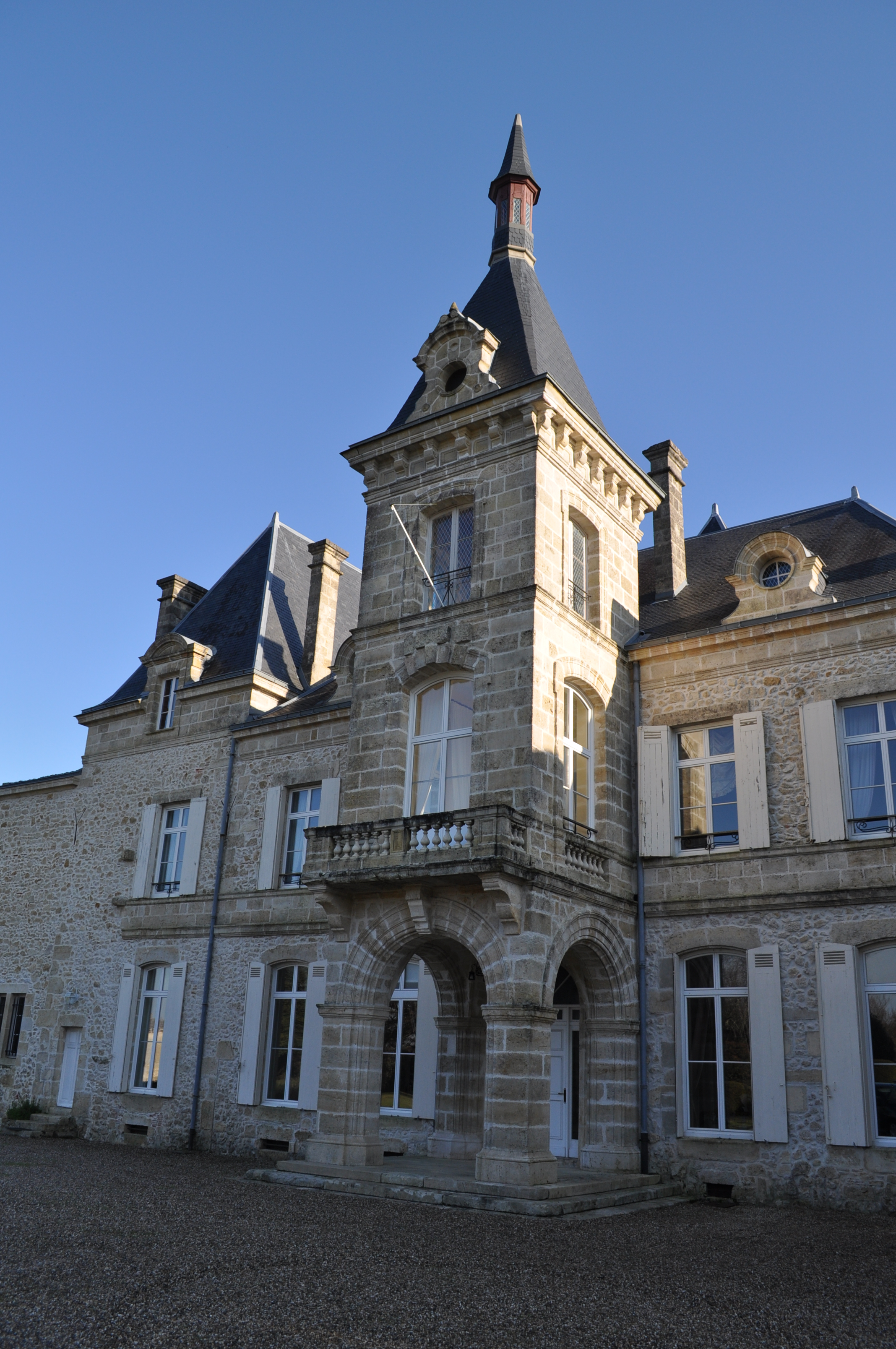
Schloss Bachac
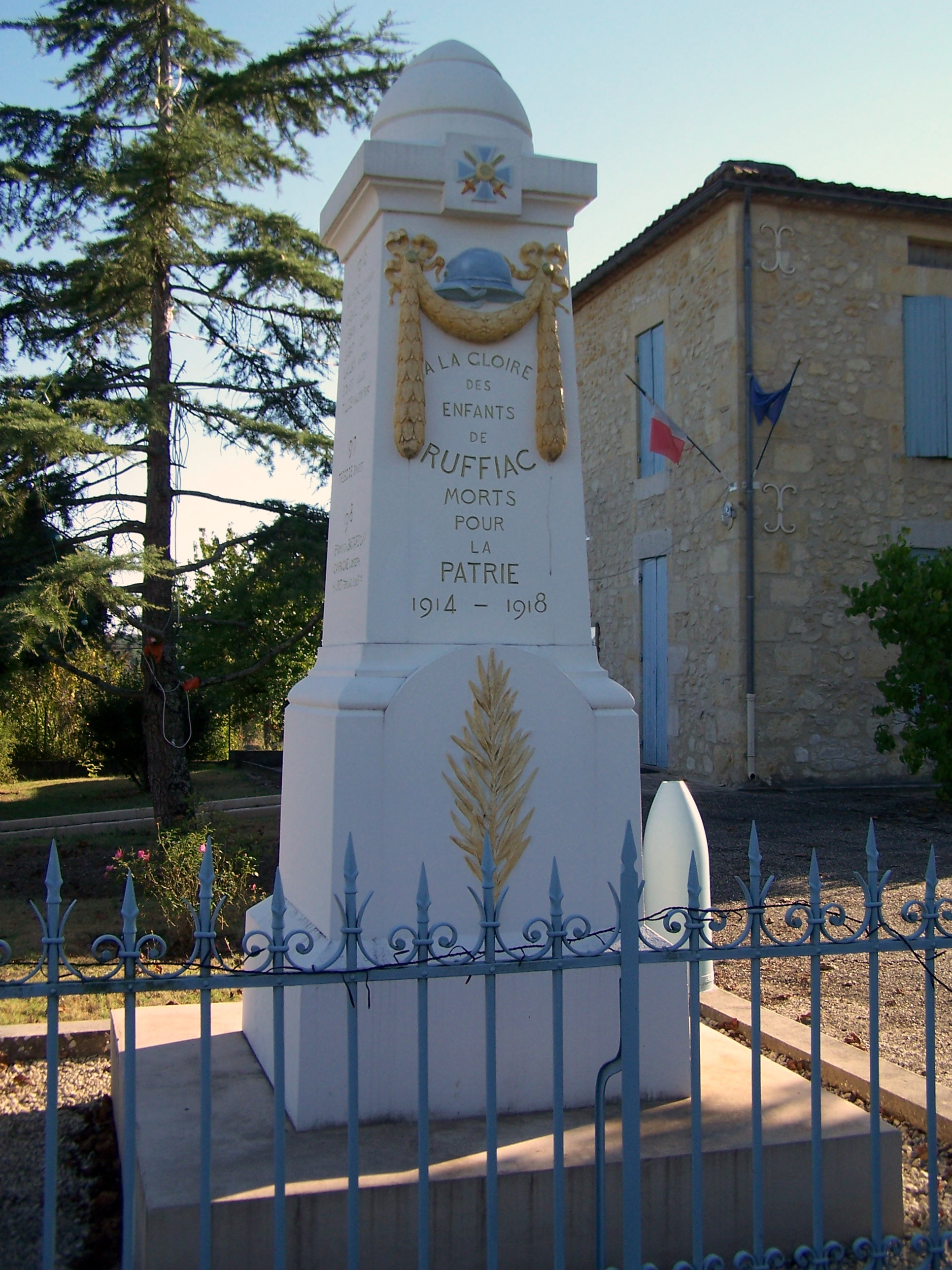
Kriegerdenkmal